# Rita Sinon
Rita Sinon, née en 1943 et morte le 8 mai 1989, est une femme politique seychelloise née au Kenya. Elle est la première femme ministre des Seychelles.

## Biographie

### Débuts et études
Rita Sinon naît au Kenya en 1943. Elle est descendante d'une mère seychelloise et d'un père kenyan. Dans les années 1960, elle rencontre Guy Sinon, son futur mari, un Seychellois venu au Kenya pour y étudier le mouvement syndical. Elle le suit, s'engage en politique en 1970 et dirige la Women's League dès sa création,,.

### Parcours politique
En 1986, à l'âge de 43 ans, Rita Sinon entre dans l'histoire des Seychelles en devenant première femme ministre. Au cours de son mandat sur la scène politique seychelloise, elle travaille étroitement avec France-Albert René, qui est le deuxième président des Seychelles . Rita Sinon est également proche de Sylvette Frichot.
Le mari de Rita Sinon aussi politicien, occupe le poste de ministre des affaires étrangères entre 1977 et 1979. Leur fils, Peter Sinon, né en 1966, est ministre des investissements, des ressources naturelles et de l'industrie de 2010 à 2015.